# Communication Break
Singles de Aya Kamiki
Breath
(2003) Pierrot
(2006)
Communication Break est le 2e single d'Aya Kamiki et le 1er sorti sous le label GIZA studio le 15 mars 2006 au Japon. Il arrive 48e à l'Oricon. Il se vend à 2 443 exemplaires la première semaine et reste classé 10 semaines pour un total de 7 825 exemplaires vendus.
Communication Break a été utilisé comme thème d'ouverture pour CDTV. Communication Break se trouve sur l'album Secret Code et sur la compilation Aya Kamiki Greatest Best.

## Liste des titres
Toutes les paroles sont écrites par Aya Kamiki.
| 1. | Communication Break                | 3:35 |
| 2. | Happy Go Lucky                     | 3:54 |
| 3. | Crazy-live ver.-                   | 4:29 |
| 4. | Communication Break (Instrumental) | 3:33 |

## Interprétation à la télévision
- MTV ADVANCE WARNING 26 avril 2006